# Goumois, Doubs
Denna artikel handlar om den franska kommunen Goumois. Inte om den angränsande byn Goumois i kommunen Saignelégier i kantonen Jura i Schweiz.
Goumois är en kommun i departementet Doubs i regionen Bourgogne-Franche-Comté i östra Frankrike. Kommunen ligger i kantonen Maîche som tillhör arrondissementet Montbéliard. År 2022 hade Goumois 167 invånare.
Goumois är känt sedan 1177.
Byn Goumois, vid gränsfloden Doubs har en vägbro till den schweiziska byn Goumois. Turismen har blivit en viktig näring med fiske och kanotpaddling i Doubs, liksom vandringar i dess kanjon. 

## Befolkningsutveckling
Antalet invånare i kommunen Goumois
Referens:INSEE